# Gabinet Jamesa Callaghana

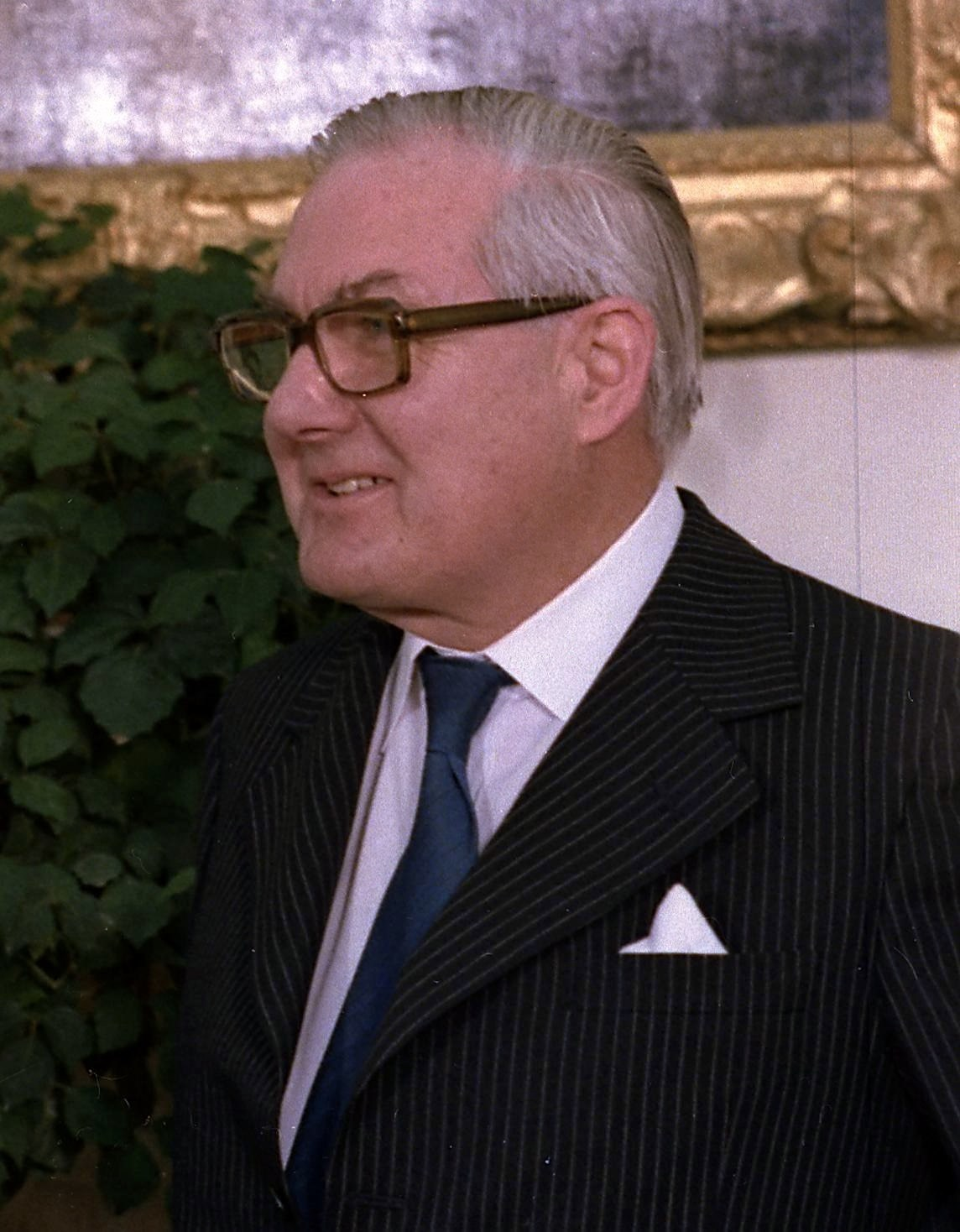
James Callaghan, premier, pierwszy lord skarbu, minister służby cywilnej

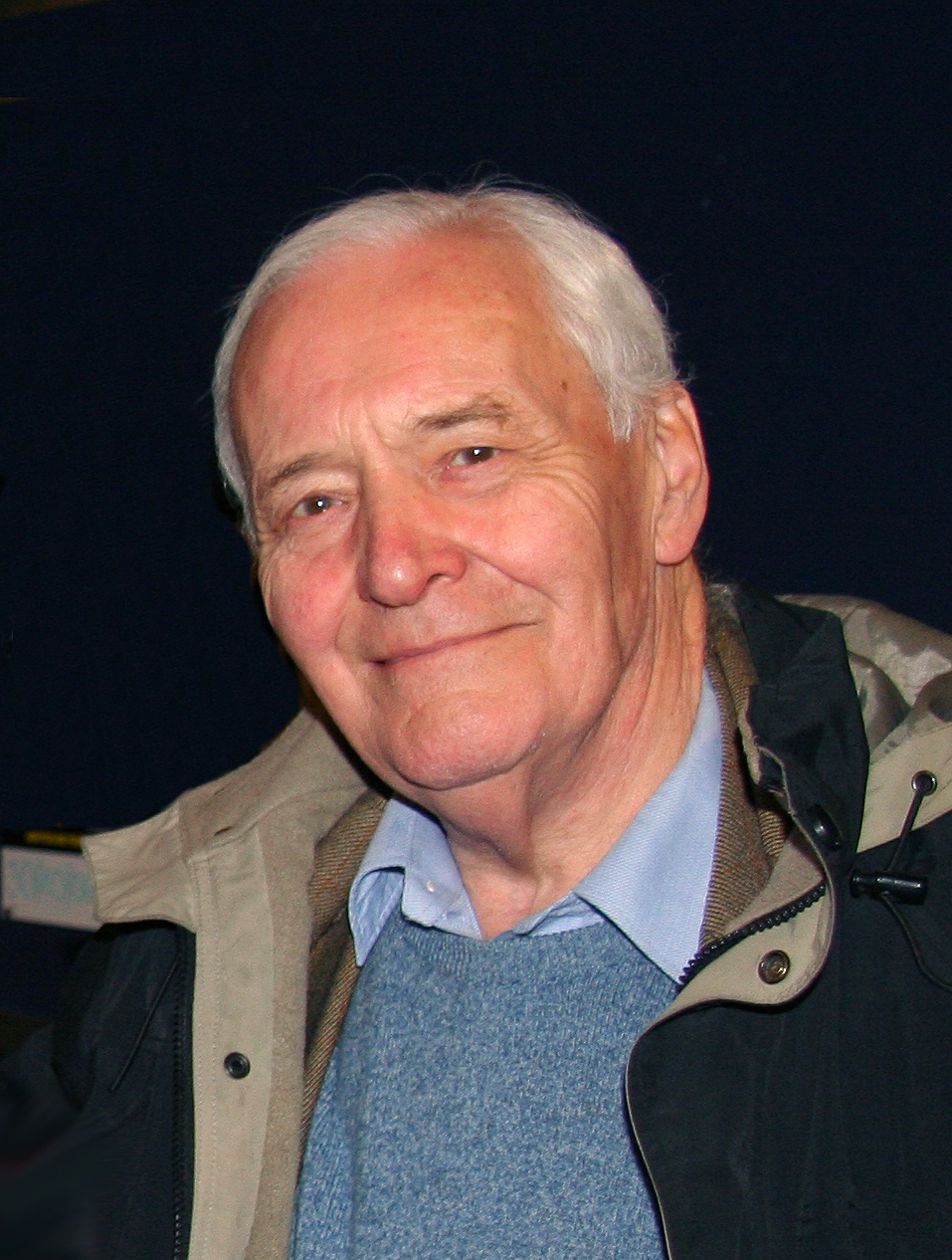
Tony Benn, minister energii

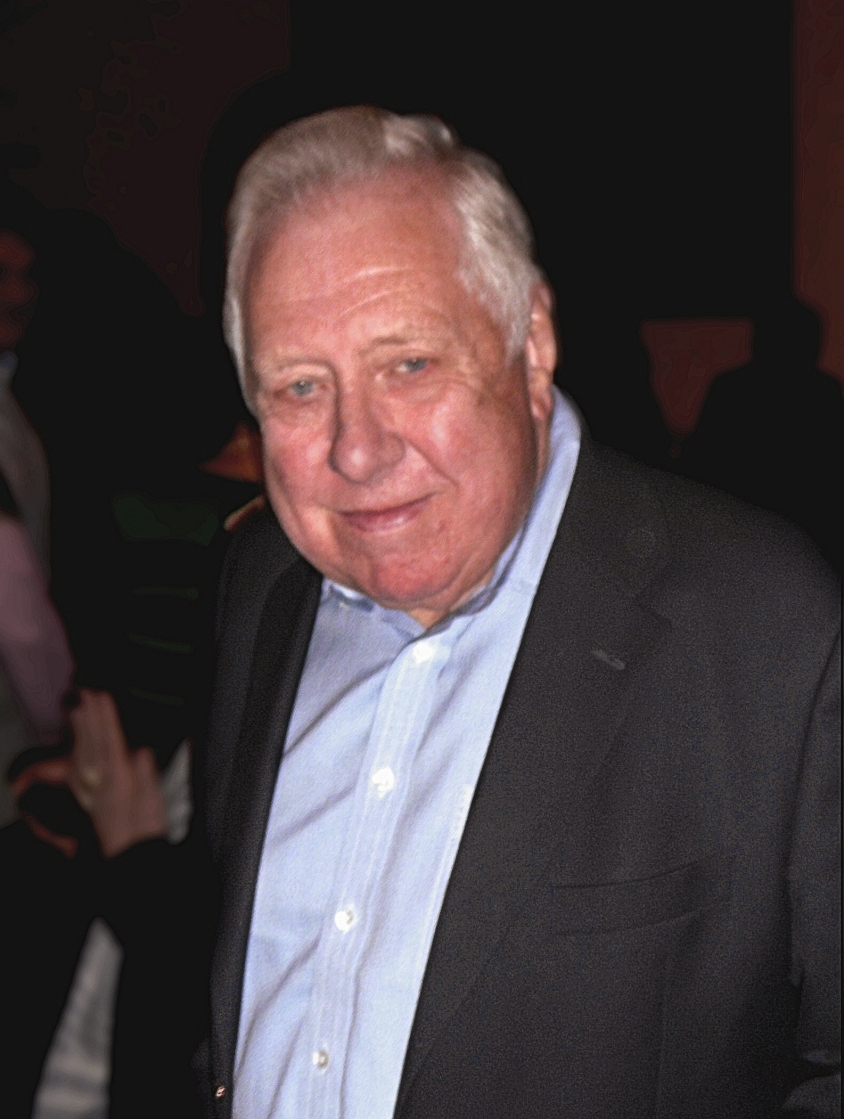
Roy Hattersley, minister cen i ochrony konsumenta

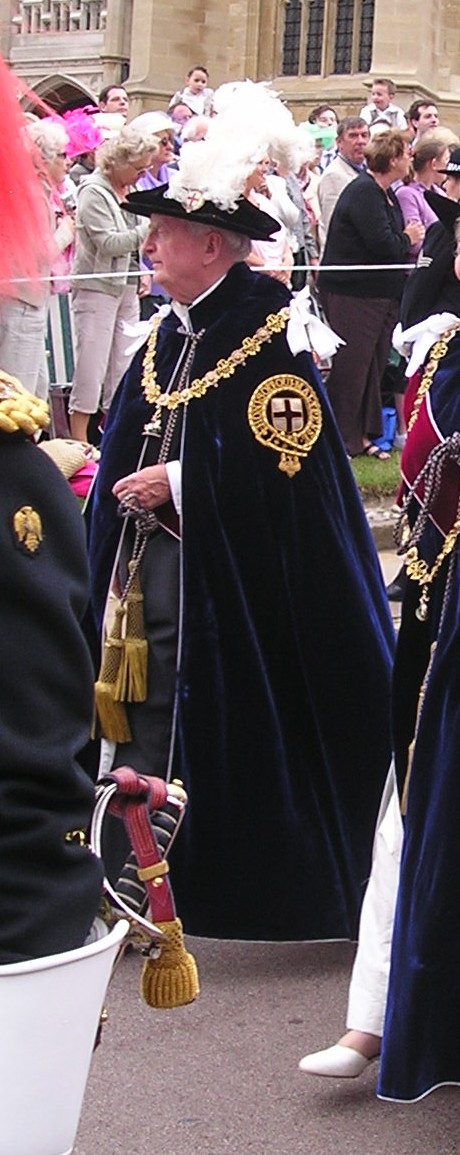
John Morris, minister ds. Walii

Rząd Partii Pracy pod przewodnictwem Jamesa Callaghana powstał po rezygnacji Harolda Wilsona w kwietniu 1976 r. i przetrwał do wyborczej porażki laburzystów w maju 1979 r.

## Skład gabinetu
| Urząd                                                 | Imię i nazwisko                                             | Kadencja            |
| ----------------------------------------------------- | ----------------------------------------------------------- | ------------------- |
| Premier Pierwszy Lord Skarbu Minister służby cywilnej | James Callaghan                                             | 1976–1979           |
|                                                       |                                                             |                     |
| Kanclerz skarbu                                       | Denis Healey                                                | 1976–1979           |
| Lord kanclerz                                         | Elwyn Jones, baron Elwyn Jones                              | 1976–1979           |
| Lord przewodniczący Rady                              | Michael Foot                                                | 1976–1979           |
| Lord tajnej pieczęci                                  | Malcolm Shepherd, 2. baron Shepherd Fred Peart, baron Peart | 1976 1976–1979      |
| Minister spraw zagranicznych                          | Anthony Crosland David Owen                                 | 1976–1977 1977–1979 |
| Minister spraw wewnętrznych                           | Roy Jenkins Merlyn Rees                                     | 1976 1976–1979      |
| Minister obrony                                       | Roy Mason Frederick Mulley                                  | 1976 1976–1979      |
| Minister edukacji i nauki                             | Frederick Mulley Shirley Williams                           | 1976 1976–1979      |
| Minister zatrudnienia                                 | Albert Booth                                                | 1976–1979           |
| Minister energii                                      | Tony Benn                                                   | 1976–1979           |
| Minister środowiska                                   | Peter Shore                                                 | 1976–1979           |
| Minister służby socjalnej                             | David Ennals                                                | 1976–1979           |
| Minister przemysłu                                    | Eric Varley                                                 | 1976–1979           |
| Minister ds. rozwoju zamorskiego                      | Reginald Prentice                                           | 1976                |
| Minister cen i ochrony konsumenta                     | Shirley Williams Roy Hattersley                             | 1976 1976–1979      |
| Minister handlu                                       | Edmund Dell John Smith                                      | 1976–1978 1978–1979 |
| Minister transportu                                   | Bill Rodgers                                                | 1976–1979           |
| Minister ds. Szkocji                                  | Bruce Millan                                                | 1976–1979           |
| Minister ds. Walii                                    | John Morris                                                 | 1976–1979           |
| Minister ds. Irlandii Północnej                       | Merlyn Rees Roy Mason                                       | 1976 1976–1979      |
| Kanclerz Księstwa Lancaster                           | Harold Lever                                                | 1976–1979           |
| Naczelny sekretarz skarbu                             | Joel Barnett                                                | 1977–1979           |
| Minister rolnictwa, rybołówstwa i żywności            | Fred Peart John Silkin                                      | 1976 1976–1979      |
| Minister ds. zabezpieczenia socjalnego                | Stanley Orme                                                | 1976–1979           |
| Minister ds. samorządu lokalnego i planowania         | John Silkin                                                 | 1976                |